# Louise Howard
Louise Ernestine Howard, Lady Howard (née Matthaei ; 26 décembre 1880 - 11 mars 1969) est une spécialiste des classiques, une fonctionnaire internationale et une partisane de l'agriculture biologique.

## Jeunesse et carrière
Née à Kensington, elle est la quatrième fille et la plus jeune des cinq enfants du marchand commissionnaire Carl Hermann Ernst Matthaei et de la musicienne Louise Henriette Elizabeth Sueur. Sa sœur aînée est la botaniste Gabrielle Howard. La famille est d'ascendance allemande, française et suisse. Howard fréquente le South Hampstead High School et le Newnham College de Cambridge. Après avoir obtenu un certain nombre de bourses et de prix, elle obtient son diplôme avec les honneurs de première classe dans les deux parties des tripos classiques et obtient finalement une bourse de recherche. Howard est considérée comme une enseignante stricte mais encourageante et sympathique, ayant été nommé maître de conférences et directrice des études de lettres classiques au Newnham College en 1909.
Après le déclenchement de la Première Guerre mondiale, partisan de la Ligue spartakiste, elle tente de se procurer une compréhension de l'Allemagne et de lutter contre la paranoïa collective. Elle est renvoyée de l'Université de Cambridge parce que son père est allemand. En 1918, Howard devient l'assistante de Leonard Woolf. Elle aurait été le modèle historique de Miss Kilman, la femme répugnante et suréduquée du célèbre roman de Virginia Woolfe, Mrs Dalloway.
Deux ans plus tard, à Genève, elle réussit son examen et entre à la section agricole de l'Organisation internationale du travail. En 1924, elle en devient la cheffe.

## Mariage
En 1931, elle épouse son beau-frère Albert Howard, botaniste et veuf de sa sœur Gabrielle décédée l'année précédente. Albert Howard n'a pas d'enfants d'aucune des sœurs. En s'impliquant dans la campagne de son mari contre l'utilisation de produits chimiques dans l'agriculture, elle continue le travail de sa sœur, devenant connue sous le nom de Lady Howard lorsqu'il est fait chevalier en 1934. Dans les années 1930 et 1940, Lady Howard aide les Allemands à fuir le régime nazi. Après la mort de son mari en 1947, elle fonde la Fondation Albert Howard, qui fusionne avec la Soil Association en 1953. Lady Howard est vice-présidente honoraire de cette dernière jusqu'à sa mort à Blackheath, Londres, en 1969.

## Ouvrages
- The Lover of the Nations, 1915.
- Studies in Greek Tragedy, 1918.
- Labour in Agriculture, an International Survey, 1935.
- What Country Women Use, 1939 (avec Beryl Hearnden)
- Farming and Gardening for Health or Disease, 1945 (avec Sir Albert).
- The Earth's Green Carpet, 1947.
- Sir Albert Howard in India, 1953.